# Covington (Washington)
Covington es una ciudad ubicada en el condado de King en el estado estadounidense de Washington. En el año 2000 tenía una población de 18.492 habitantes y una densidad poblacional de 922,3 personas por km².

## Geografía
Covington se encuentra ubicada en las coordenadas 47°21′57″N 122°6′1″O / 47.36583, -122.10028.

## Demografía
Según la Oficina del Censo en 2000 los ingresos medios por hogar en la localidad eran de $63.711, y los ingresos medios por familia eran $65.173. Los hombres tenían unos ingresos medios de $48.134 frente a los $34.576 para las mujeres. La renta per cápita para la localidad era de $22.230. Alrededor del 3,6% de la población estaban por debajo del umbral de pobreza.